# Chuyến bay 5915 của Sepahan Airlines
Vụ rơi máy bay tại Tehran (2014) là vụ tai nạn của máy bay thuộc hãng hàng không Taban Airlines thuộc Iran làm ít nhất 40 người thiệt mạng. Chuyến bay từ Tehran, Iran đến Tabas rơi vào ngày 10 tháng 8 năm 2014 có 40 hành khách thiệt mạng và 8 thành viên phi hành đoàn.

## Diễn biến
Vụ việc diễn ra khi chiếc máy bay cỡ nhỏ mang số hiệu Iran-140  dự định bay đến thành phố Tabas (miền đông Iran) thì gặp nạn  lúc 04 giờ 48 (giờ GMT) ngày 10 tháng 8 năm 2014. Máy bay bị rơi chỉ ít phút sau khi cất cánh.  Động cơ của máy bay được báo cáo là ngừng hoạt động trước khi gặp nạn. Máy bay gặp nạn là loại Sepahan Air Iran-140.

## Nạn nhân
Toàn bộ 40 hành khách (bao gồm bảy trẻ em) và 8 thành viên phi hành đoàn đều đã thiệt mạng. Chưa rõ có số người dưới mặt đất thương vong và có ít nhất ba người dân xung quanh bị bỏng nặng, được đưa tới bệnh viện.

## Nguyên nhân
Điều tra ban đầu cho thấy lỗi động cơ đã khiến máy bay rơi ngay sau khi cất cánh.

## Máy bay
Chiếc Sepahan Air Iran-140 gặp nạn là phiên bản được lắp ráp lại tại Iran của chiếc Antonov An-140. Loại máy bay này thường được dùng cho các đường bay ngắn nội địa. Ngành hàng không Iran thường gặp phải sự cố do máy bay lỗi thời do cấm vận của Hoa Kỳ và một số nước khác.